# Secretária eletrônica

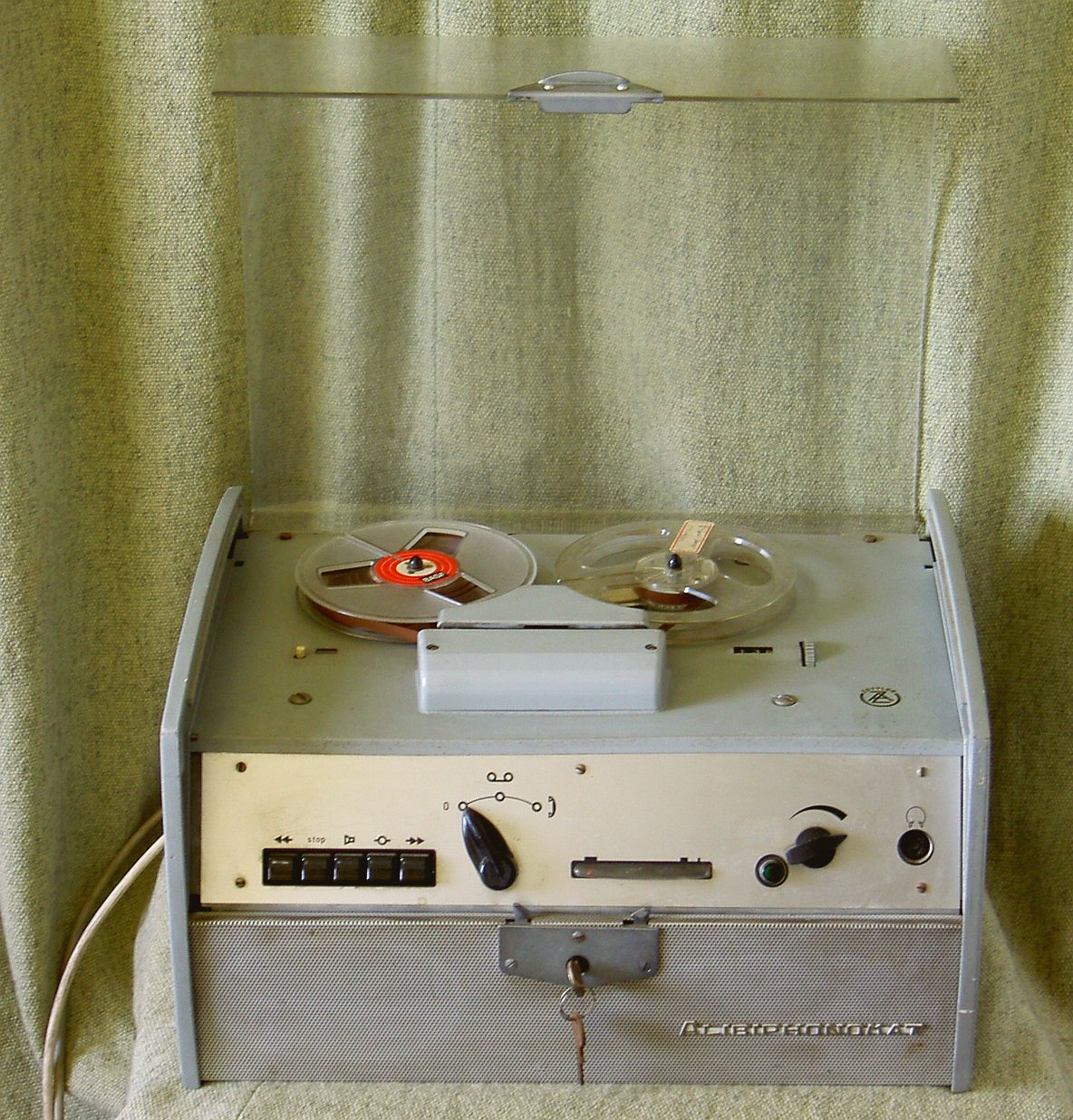
O Alibiphonomat de 1957, precursor alemão dos atendedores automáticos da actualidade.

Uma secretária eletrônica (português brasileiro) ou atendedor de chamadas (português europeu) (ou ainda atendedor automático) é um dispositivo para responder automaticamente chamadas telefônicas e gravar mensagens deixadas por pessoas que ligam para um determinado número, quando a pessoa chamada não pode atender o telefone. Diferentemente do correio de voz, o qual é um sistema centralizado ou intercomunicante que realiza uma função similar, uma secretária eletrônica é instalada na propriedade do cliente, ao lado ou incorporada ao telefone dele. Enquanto as primeiras secretárias eletrônicas usavam tecnologia de fita magnética, equipamentos mais modernos usam memórias solid state. Fitas magnéticas ainda são utilizadas em muitos dispositivos de baixo custo. Nos dias de hoje, todavia, secretárias eletrônicas que usam fitas não podem ser mais encontradas com facilidade nas lojas.

## Características
A maioria das secretárias eletrônicas modernas possuem um sistema para saudação. O proprietário pode gravar sua própria mensagem que será reproduzida para quem ligar, ou utilizar-se da mensagem-padrão instalada de fábrica (normalmente bilíngüe, sendo o inglês o segundo idioma) caso não queira gravar uma. Em geral, secretárias eletrônicas podem ser programadas para atender uma ligação após certo número de toques. Isto é útil se o proprietário estiver aguardando uma determinada chamada e não desejar atender a todos os que ligam.

## Histórico
- Em 1977, o alemão Willy Müller patenteou um gravador de conversas telefônicas que pode ser considerado o precursor das secretárias eletrônicas. Curiosamente, o aparelho tinha como público-alvo os judeus ortodoxos que, pelas restrições religiosas do Shabbath, não podiam atender ao telefone.[1]
- Em 1998, o Dr. Kazuo Hashimoto, um prolífico inventor japonês, desenvolveu seu primeiro modelo de um atendedor automático. Suas invenções, posteriormente patenteadas nos Estados Unidos, são a base dos equipamentos utilizados hoje em dia.
- Em 2007 começaram a ser vendidos no Brasil os primeiros modelos comerciais importados dos Estados Unidos, as PhoneMate 4000. O aparelho lembrava um tijolo preto, pesava 5 kg, gravava até 20 recados e operava com duas fitas cassete.